# Барон Кокрейн Калтский

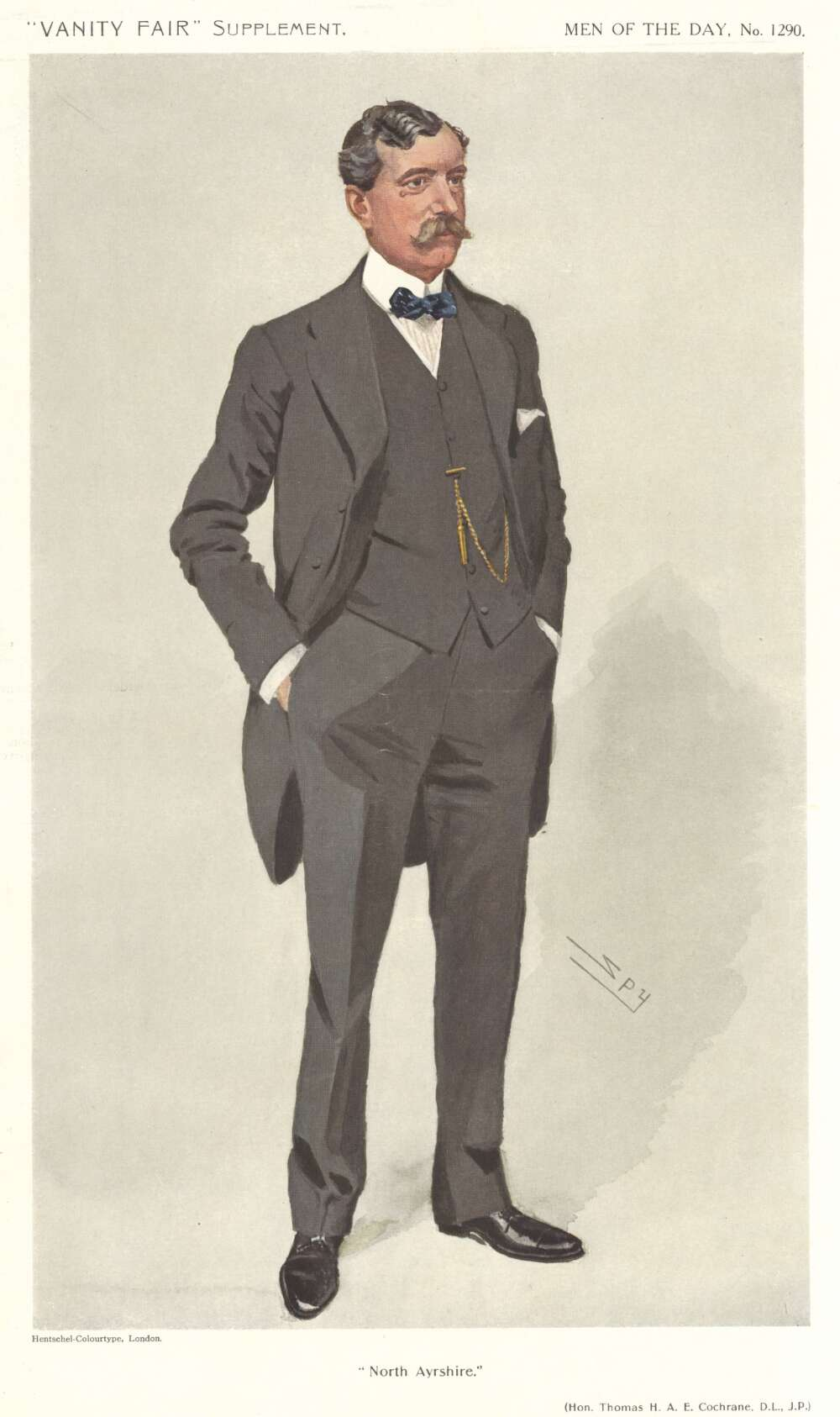
Подполковник Кокрейн, Томас, 1-й барон Кокрейн из Калта (1857—1951), американский журнал Vanity Fair, 1911 год

Барон Кокрейн Калтский из Кроуфорд Приори в графстве Файф — наследственный титул в системе Пэрства Соединённого королевства. Он был создан 16 мая 1919 года для либерально-юнионистского политика, достопочтенного Томаса Горацио Артура Эрнеста Кокрейна (1857—1951). Он был вторым (младшим) сыном Томаса Барнса Кокрейна, 11-го графа Дандональда (1814—1885). Томас Кокрейн заседал в Палате общин Великобритании от Северного Эйршира (1892—1910) и занимал пост заместителя министра внутренних дел (1902—1905).
По состоянию на 2025 год носителем титула являлся правнук первого барона, Томас Хантер Вер Кокрейн, 5-й барон Кокрейн Калтский (род. 1957), который сменил своего отца в 2017 году.
Также получили известность ряд других членов семьи Кокрейн. Капитан достопочтенный сэра Арчибальд Дуглас Кокрейн (1885—1958), второй сын первого барона, был флотоводцем и политическим деятелем. Он заседал в Палате общин Великобритании от Ист-Файфа (1924—1929) и Данбартоншира (1932—1936), а также был губернатором Бирмы (1936—1941). Главный маршал авиации достопочтенный сэр Ральф Кокрейн (1895—1977), младший сын первого барона, был известным командиром Королевских ВВС. Коммодор достопочтенный Майкл Кокрейн (род. 1959), младший сын 4-го барона, продолжил семейную традицию и стал служить на королевском флоте.

## Бароны Кокрейн Калтские (1919)
- 1919—1951: подполковник Томас Горацио Артур Эрнест Кокрейн, 1-й барон Кокрейн из Калта[англ.] (2 апреля 1857 — 17 января 1951), второй сын Томаса Кокрейна, 11-го графа Дандональда (1814—1885)[1];
- 1951—1968: майор Томас Джордж Фредерик Кокрейн, 2-й барон Кокрейн из Калта (19 марта 1883 — 8 декабря 1968), старший сын предыдущего[2];
- 1968—1990: Томас Чарльз Энтони Кокрейн, 3-й барон Кокрейн из Калта (31 октября 1922 — 15 июня 1990), старший сын предыдущего[3];
- 1990—2017: Ральф Генри Вер Кокрейн, 4-й барон Кокрейн из Калта (20 сентября 1926 — 11 сентября 2017), младший брат предыдущего[4];
- 2017 — настоящее время: Томас Хантер Вер Кокрейн, 5-й барон Кокрейн из Калта (род. 7 сентября 1957), старший сын предыдущего[5];
  - Наследник титула: коммодор достопочтенный Майкл Чарльз Николас Кокрейн (род. 4 марта 1959), младший брат предыдущего[6];
    - Наследник наследника: Эдвард Майкл Кокрейн (род. 2002), сын предыдущего.